# Højriis
Højriis (bliver også stavet Højris, der er det autoriserede stednavn) er en herregård ved Sallingsund på Mors ca. 7 km syd for Nykøbing. Højriis er kendt tilbage fra middelalderen.
Den første kendte ejer var en ridder Johan Skarpenberg, som var en af Dronning Margrete 1.s betroede mænd. Han er nævnt i skriftlige kilder fra 1397 og ejede mange andre store gårde bl.a. Spøttrup i Salling. Han ligger begravet i Viborg Domkirke.
Højriis er i tidens løb ombygget flere gange. Dets nuværende arkitektur stammer fra 1859, da godsejer Galtrup Gjedde lod tårnet opføre. I 1865 ombyggede kammerherre C.A.L. Steensen-Leth slottet med de karakteristiske kamtakkede gavle.
I det 20. århundrede ramte herregårdenes nedgangstider Højriis hårdt, og allerede i slutningen af 1940'erne var det meste af slottet ubeboet, og det trefløjede bygningskompleks blev ramt af et omfattende forfald.
Siden 1994 har en omfattende restaurering fundet sted. Riddersalsfløj og havefløj er nu tætte, og omfattende skader i fundamenter og murværk er repareret. Senest er et stykke af nordfløjen retableret, tårnets murværk repareret og tårnuret sat i stand.
Højriis er privatejet og ikke fredet. Midlerne til restaurering samt vedligeholdelse af slot og park kom indtil 2016 fra turismen.
Højriis Gods er på 434 hektar. Landbrugsjorden er bortforpagtet. Skoven drives fra godset. Der er otte tidligere medarbejder boliger, de udlejes i dag til beboelse. 

## Ejere af Højriis
- (1397-1413) Johan Skarpenberg
- (1413-1434) Børglum Kloster
- (1434-1436) Thomas Pedersen
- (1436-1440) Kjeld Pedersen
- (1440-1465) Børglum Kloster
- (1465-1490) Anders Nielsen Banner
- (1490-1510) Erik Andersen Banner
- (1510-1535) Erik Eriksen Banner
- (1535-1555) Jens Thomsen Sehested
- (1555-1579) Anne Maltesdatter Juel gift Sehested
- (1579-1592) Malte Jensen Sehested
- (1592-1612) Claus Maltesen Sehested
- (1612-1636) Anne Nielsdatter Lykke gift Sehested
- (1636-1657) Erik Juel
- (1657-1664) Niels Benzon
- (1664-1670) Mogens Iversen Kaas
- (1670-1690) Poul von Klingenberg
- (1690-1723) Poul von Klingenberg
- (1723-1755) Ulrikka Augusta von Speckhan gift von Klingenberg
- (1755) Poul von Klingenberg
- (1755-1769) Frederik Hauch
- (1769-1776) Albert Winding
- (1776-1778) Frederik Hauch
- (1778-1799) Didrik Galtrup
- (1799-1812) Maren Nielsdatter Kortbech gift Galtrup
- (1812-1836) Anders Gjedde
- (1836-1863) Didrik Galtrup Gjedde
- (1863-1865) Gertrud Kristine Nyborg gift Gjedde
- (1865-1918) Carl Louis August Steensen-Leth
- (1918-1922) C.M. Pay
- (1922) Jysk Landhypotekforening
- (1922) J.C. Breum
- (1922-1924) Carl Jensen
- (1924-1946) Alfred Jensen
- (1946-1950) Enke Fru Grethe Jensen
- (1950-1951) Marie Luise Clason gift von Schwerin
- (1951-1990) Marie Luise Clason / Woldemar von Schwerin
- (1990-1995) Vibeke von Schwerin / Iris von Schwerin
- (1995-) Vibeke von Schwerin / Ib Smith